# 長野県道366号野村上牟礼停車場線
長野県道366号野村上牟礼停車場線（ながのけんどう366ごう のむらかみむれていしゃじょうせん）は、長野県上水内郡飯綱町を結ぶ一般県道。

## 概要

### 路線データ
- 起点：上水内郡飯綱町大字川上字野村上（長野県道37号長野信濃線交点）
- 終点：上水内郡飯綱町大字牟礼（しなの鉄道牟礼駅）

## 交差・接続する道路
- 長野県道37号長野信濃線 - 上水内郡飯綱町大字川上字野村上（起点）
- 長野県道60号長野荒瀬原線 - 上水内郡飯綱町大字牟礼 ※一部重複